# Flying Elephant
Der Flying Elephant war während des Ersten Weltkrieges ein Projekt des Vereinigten Königreichs zum Bau eines überschweren Panzers. Die Planungen wurden zwar aufgenommen, letztlich jedoch nicht umgesetzt.

## Geschichte
Nachdem im April 1916 eine letzte Bestellung von 50 Exemplaren des Mark I Tanks erfolgt war, wurde eine weitere Produktion dieser Fahrzeuge zunächst in Frage gestellt, da alle Erfolgserwartungen auf den bereits im Einsatz stehenden Tanks lagen.
William Tritton, Mitentwickler und Mitproduzent des ersten Panzers überhaupt, erkannte schnell die gravierenden Unzulänglichkeiten der im Kampf befindlichen Fahrzeuge und den dringenden Verbesserungsbedarf. Einen direkten Artillerietreffer konnte keiner der damals existierenden Kampfwagen überstehen. Dies war einer der Hauptgründe für den Rückzug angreifender Panzer von unter dichtem Artilleriefeuer liegendem Gelände. Daraufhin entschied sich Tritton im April zum Bau eines Panzers, der mittlerer Artillerie widerstehen sollte.
Da Tritton auf diesem Gebiet völlig unerfahren war, war er zunächst unsicher, wie dick die Panzerung sein musste, um ausreichenden Schutz zu bieten. Lieutenant Kenneth Symes hatte jedoch bereits mit Beschussversuchen einer 51 Millimeter starken Panzerplatte begonnen, wozu er verschiedene erbeutete deutsche Geschütze verwendete. Im Juni wurde das Beschussprogramm erweitert, da nun verschiedene Panzerstahlplatten des Herstellers Beardmore zur Verfügung standen.

Das Tank Supply Committee genehmigte zunächst am 19. Juni 1916 die Herstellung eines Prototyps, jedoch waren bis Ende August 1916 die Konstruktionspläne noch bei weitem nicht fertiggestellt.
Mit Sicherheit kann davon ausgegangen werden, dass mit dem Bau begonnen wurde. Wie weit die Arbeiten jedoch insgesamt fortgeschritten waren, ist nicht bekannt. Albert Gerald Stern, Chef des Tank Supply Department, schrieb später, dass das War Office (Kriegsministerium) Ende 1916 die Einstellung der Arbeiten angeordnet habe, da man höhere Beweglichkeit dem stärkeren Panzerschutz vorziehe. Ob das die wahren Gründe waren, wird von Historikern angezweifelt, jedoch sind sie naheliegend. Bedingt durch die viel zu schwache Motorleistung wäre nur eine Höchstgeschwindigkeit von etwa 2 mph (ca. 3,4 km/h) möglich gewesen. Auch hätte sich ein im Schlamm festsitzendes Fahrzeug aufgrund dieser unzureichenden Antriebskraft und des hohen Eigengewichts schlecht selbst befreien können. Obwohl sich der Misserfolg bereits abzeichnete, versuchte Tritton nochmals, das Fahrzeug zu verbessern und die Beweglichkeit zu erhöhen. Dazu verringerte er die Gesamtstärke der Panzerung um die Hälfte und senkte so das Gesamtgewicht (rein rechnerisch) auf 50–60 Tonnen, ohne jedoch das äußere Erscheinungsbild zu verändern.
Obwohl noch kein Fahrzeug fertiggestellt war, änderte man bereits die Klassifizierung von der Rolle eines Angriffspanzers in die eines Panzerjägers, da man in England den beschleunigten Aufbau einer deutschen Panzerwaffe befürchtete.
Bevor aus den obgenannten Gründen das Vorhaben eingestellt wurde, war eine Fertigungsrate von 20 Stück vorgesehen.
Über die Gründe von Trittons Engagement gibt es nur Spekulationen. Allerdings gab es Vermutungen, dass der anstehende Ersatz des Mark I Tritton zu diesem Handeln bewogen haben könnte – in der Hoffnung, einen Auftrag für die Fertigung des Nachfolgemodells zu erhalten.

## Beschreibung
Die Originalzeichnungen sind teilweise noch vorhanden und zeigen ein gepanzertes Fahrzeug, etwa 8,36 Meter lang, je 3 Meter breit und hoch. Diese Abmessungen wichen nicht wesentlich vom Mark I ab, das allerdings enorme Gewicht rührte von der für damalige Verhältnisse ungeheuren Panzerung her – 75 Millimeter im Frontbereich, 50 Millimeter an den Seiten. Das Dach des Fahrzeuges sollte über die gesamte Länge aus einer halbrunden Panzerplatte von 50 Millimeter Stärke bestehen.
Die meisten Quellen geben an, dass das Buggeschütz ein Standard 57-Millimeter-six-pounder gewesen sei. Jedoch verweist John Glanfield, in seinem Buch The Devil's Chariots darauf, dass es sich um eine 76,2-Millimeter- oder twelve/thirteen-pounder-Kanone gehandelt haben soll. Letzteres wäre allerdings einleuchtender, da es sicher seltsam angemutet hätte, wenn ein so kompaktes und massives Gerät nur die Hälfte der Bewaffnung der leichteren, sich bereits in Verwendung befindlichen Panzer gehabt hätte.
Die originalen Blaupausen, die sich im Albert Stern Archiv des King’s College in London befinden, zeigen allerdings zwei six-pounders an jeder Seite einer zwiebelförmigen Frontpartie, je zwei Maschinengewehre links und rechts an den Flanken und zwei weitere am Heck.
Auf den originalen Zeichnungen von Foster ist diese Anordnung klar ersichtlich, bei der Reproduktion dieser in David Fletchers Buch British Tanks 1915–1919 hat es jedoch den Anschein, als seien die beiden Heckmaschinengewehre nicht vorgesehen gewesen.
Die ursprüngliche Bezeichnung sollte einfach nur Heavy Tank oder Forster's Battle Tank lauten. Woher oder von wem der Spitznamen Flying Elephant kam, blieb unbekannt, unzweifelhaft ist er jedoch auf das äußere Erscheinungsbild des Fahrzeugs zurückzuführen.

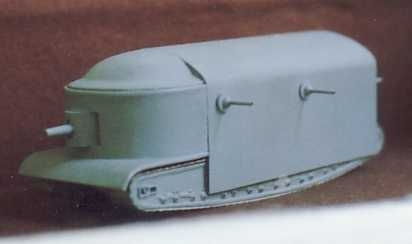
Flying Elephant (1:48-Modell im Bovington Tank Museum England)

Die Raupenketten ähnelten denen des Mark I, waren jedoch flacher und 61 cm breit. Das Kampfgewicht sollte bei etwa 100 Tonnen liegen. Um das Fahrzeug auch auf weichem Untergrund bewegen zu können, waren unter der Wanne zwei weitere Ketten vorgesehen. Die äußeren Ketten waren angetrieben und durch Kupplungsklammern mit den beiden inneren verbunden, die dadurch zwangsweise mitgeführt wurden. Der Antrieb erfolgte durch zwei Daimler-Motoren mit je 105 PS, die in der Mitte des Fahrzeuges hintereinander angeordnet waren. Jede Maschine hatte ihr Hauptschaltgetriebe, das einem gemeinsamen Differentialgetriebe vorgeschaltet war. Aus diesem Differential wiederum wurde die Kraft in zwei weitere Schaltgetriebe geleitet, die jedes auf einer der angetriebenen Ketten saß.
Dies unterscheidet sich von dem späteren Whippet, bei dem die Variante gewählt wurde, jeder Maschine eine eigene Kette zuzuordnen.